# Amtsgericht Penig
Das Amtsgericht Penig war ein Gericht der ordentlichen Gerichtsbarkeit und ein Amtsgericht in Sachsen mit Sitz in Penig. Es bestand von 1879 bis 1952, wobei es nach dem Kriegsende 1945 bis zur Auflösung nur noch als Zweigstelle des Amtsgerichtes Rochlitz fungierte.

## Geschichte
In Penig bestand bis 1879 das Gerichtsamt Penig als Eingangsgericht. Im Rahmen der Reichsjustizgesetze wurden 1879 im Königreich Sachsen die Gerichtsämter aufgehoben und Amtsgerichte, darunter das Amtsgericht Penig, geschaffen. Der Sprengel des Amtsgerichtes Penig umfasste die Stadt Penig mit Altpenig und 28 Landgemeinden:
| - Penig mit Altpenig, Topfanger, Mühlgasse, Schiebengut, Schiebenmühle und Reisewitz - Arnsdorf bei Penig mit Spinnerei Amerika (anteilig) - Chursdorf - Dittmannsdorf bei Penig - Dürrengerbisdorf - Großschlaisdorf - Herrnsdorf - Jahnshain - Kaufungen mit Sorge und Birkenhäusern - Kleinschlaisdorf | - Langenleuba-Oberhain - Linda - Lunzenau - Markersdorf bei Penig - Meusdorf - Mühlwiese - Niederelsdorf - Niedersteinbach (sächsischer Anteil) - Oberelsdorf - Obersteinbach (sächsischer Anteil) | - Rochsburg - Schlagwitz - Tauscha - Thierbach - Uhlsdorf (Wasser-) - Wernsdorf - Wolkenburg mit Brückenhäusern - Zinnberg |

Das Amtsgericht Penig war eines von 15 Amtsgerichten im Bezirk des Landgerichtes Chemnitz. Der Amtsgerichtsbezirk umfasste danach 24.281 Einwohner. Das Gericht hatte damals zwei Richterstellen und war ein mittelgroßes Amtsgericht im Landgerichtsbezirk. Im April 1945 wurde das Amtsgericht Penig stillgelegt, im September 1945 aber als Zweiggericht des Amtsgerichtes Rochlitz wieder eröffnet. Die Zweiggerichte waren nur noch für die freiwillige Gerichtsbarkeit zuständig, alle anderen Sachen wurden in Rochlitz behandelt. Im Jahr 1952 wurde das Amtsgericht Penig aufgelöst. Nun wurden Kreisgerichte als Eingangsgerichte geschaffen, darunter das Kreisgericht Rochlitz, welches für den Kreis Rochlitz zuständig war.

## Gerichtsgebäude

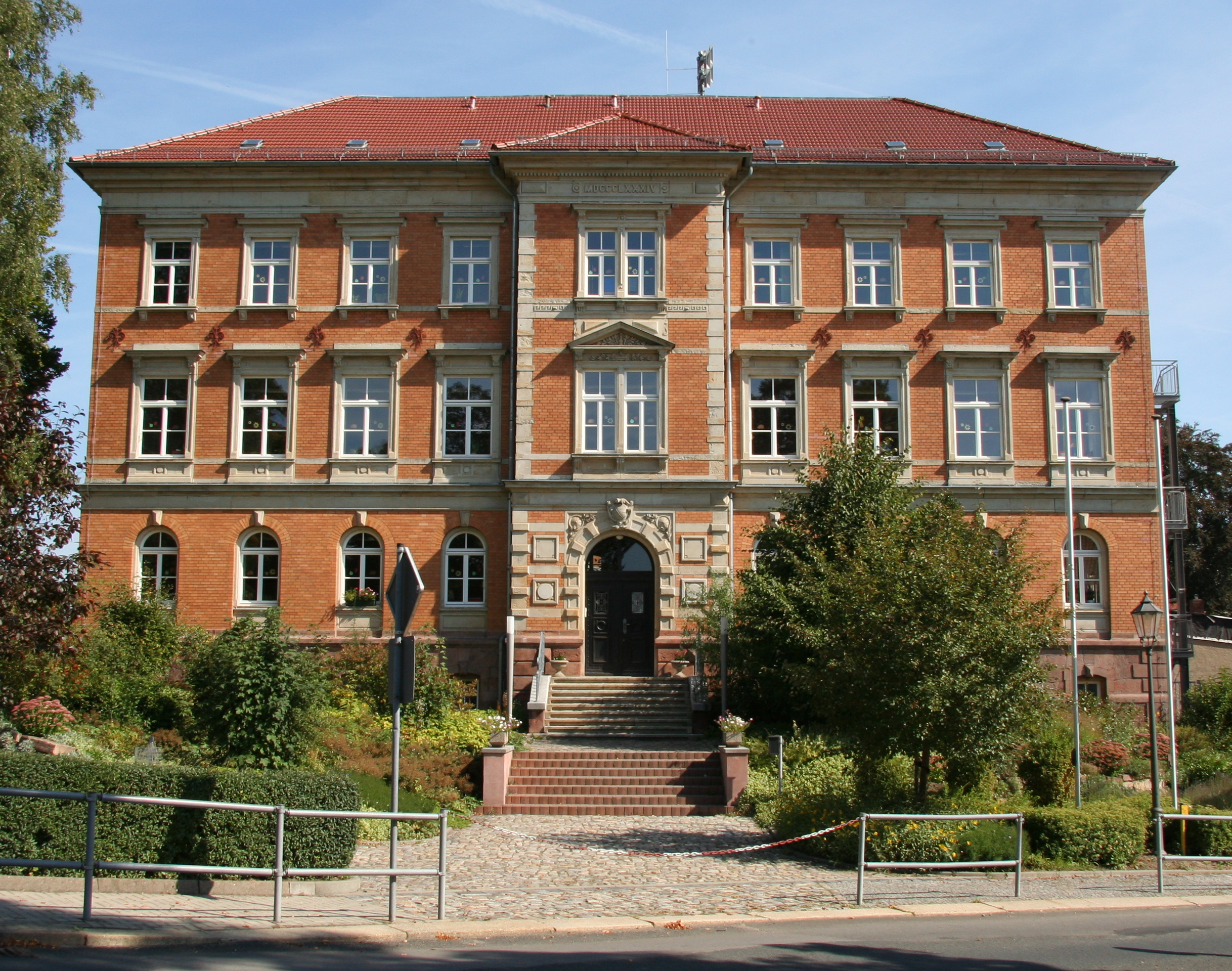
Ehem. Amtsgerichtsgebäude (2011)

Im Jahre 1884 wurde das Gerichtsgebäude als stattlicher Schulbau mit historisierender Klinkerfassade erbaut. Es steht aufgrund der baugeschichtlichen, ortsgeschichtlichen und straßenbildprägenden Bedeutung unter Denkmalschutz. Nach Aufhebung des Amtsgerichtes wurde das Haus als Schule genutzt, heute als Erich-Kästner-Grundschule.